# Sông Musi (Indonesia)

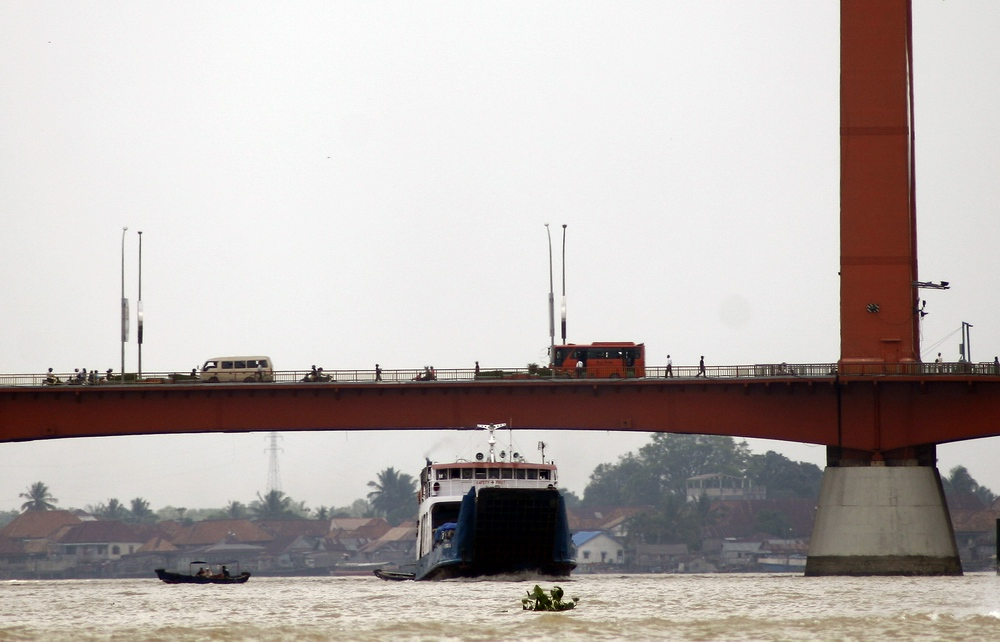
sông Musi và cầu Ampera

Sông Musi (tiếng Indonesia: Sungai Musi) nằm tại miền nam đảo Sumatra, Indonesia. Sông có chiều dài 750 km và cũng là con sông lớn nhất trên đảo. Musi chia thành phố Palembang thành hai phần và chiếc cầu Ampera bắc qua sông Musi cũng là biểu tượng của thành phố này. Sau khi chảy qua thành phố, sông Musi hợp lưu cùng một số dòng sông khác như sông Banyuasin và tạo ra một vùng đồng bằng châu thổ gần thành phố Sungsang. Dòng sông có độ sâu trung bình vào khoảng 6,5 mét, thích hợp cho các tàu lớn có thể dia sâu vào nội địa và đến tận Palembang, nơi có một cảng chính với nhiều chức năng, trong đó có các lĩnh vực xuất khẩu dàu mỏ, cao su và than đá.